# Maria Pagan

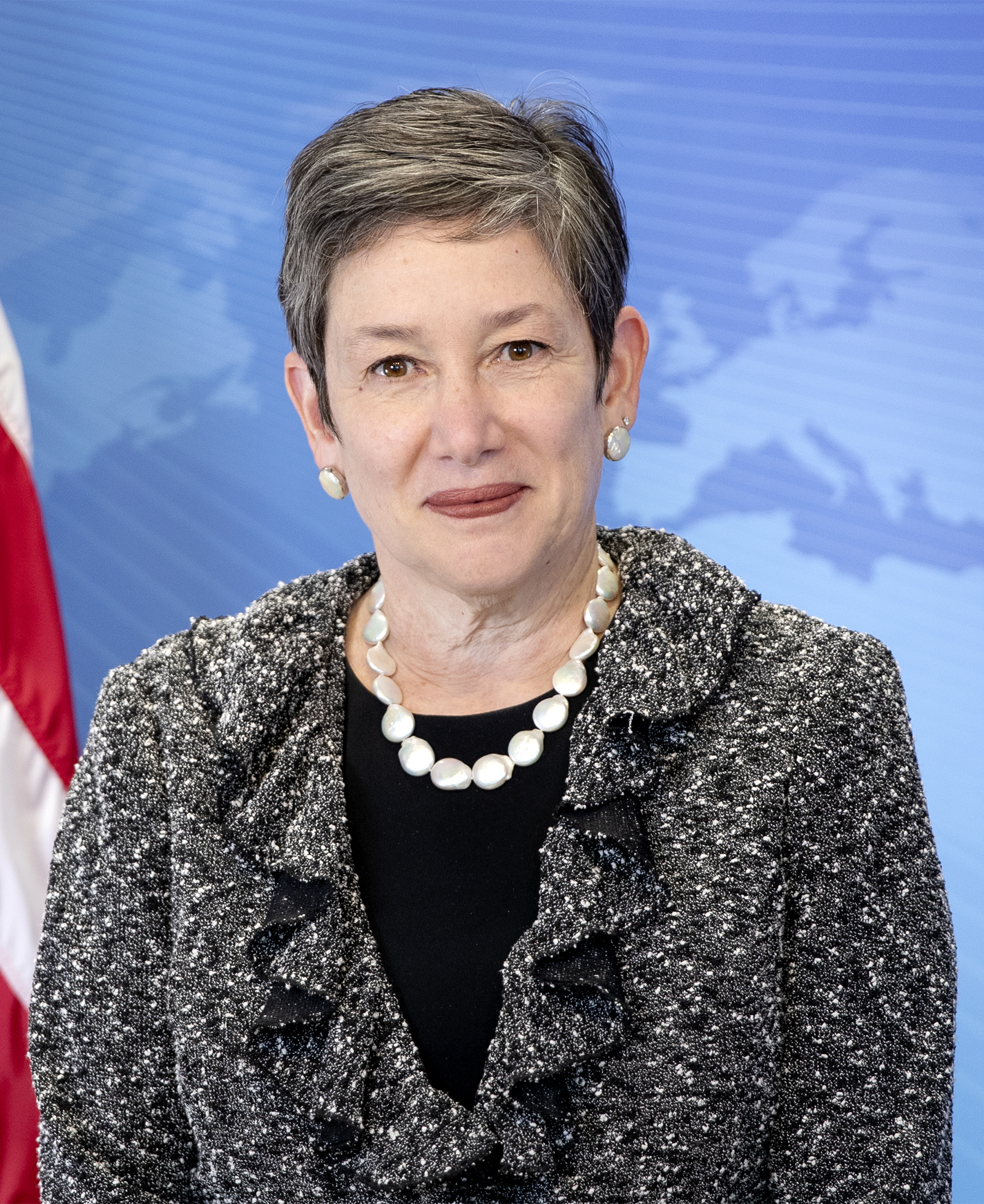
Maria Pagan

María L. Pagán (* in Puerto Rico) ist eine US-amerikanische Juristin. Vom 20. Januar 2021 bis zum 18. März 2021 war sie kommissarische Handelsbeauftragte im Kabinett Biden.

## Werdegang
María L. Pagán erwarb einen Juraabschluss und einen Masterabschluss in Foreign Service an der Georgetown University, und einen Bachelor of Arts an der Tufts University.
Im Laufe der Zeit spezialisierte sie sich auf die Bereitstellung von Rechtsberatung bei Dienstleistungen, dem öffentlichen Beschaffungswesen, dem Artikel 421 (länderspezifische Schutzmaßnahmen) etc. Im Laufe ihres Berufslebens prozessierte sie bei mehreren Streitfällen vor der Welthandelsorganisation (WTO).
Von 1993 bis 2003 arbeitete sie als ein Attorney Advisor im Büro vom Chief Counsel für Internationalen Handel im Handelsministerium der Vereinigten Staaten (DOC).
Pagán trat 2003 eine Anstellung als Deputy General Counsel im Büro vom Handelsbeauftragten der Vereinigten Staaten (USTR). Sie ist für die Beaufsichtigung und die Bereitstellung von Rechtsberatung für Senior-USTR-Beamte im Hinblick auf alle rechtlichen Aspekte von Handelsverhandlungen, der Durchführung von Handelsabkommen, und handelsbezogenen Gesetzen und Regelungen verantwortlich.
Bei zahlreichen Verhandlungen zu Handelsabkommen fungierte sie als der führende United States Attorney, darunter die Transpazifische Partnerschaft (TPP), die Freihandelsabkommen mit Kolumbien (CTPA) und Peru (PTPA), und das überarbeitete Übereinkommen über das öffentliche Beschaffungswesen (GPA).
Vom 20. Januar bis zum 1. März 2017 war sie bereits kommissarische Handelsbeauftragte der Vereinigten Staaten im Kabinett Trump I.
Pagán hat einen Sohn.